# Pays de vie
Cette page contient des caractères spéciaux ou non latins. S’ils s’affichent mal (▯, ?, etc.), consultez la page d’aide Unicode.
Pays de vie, anciennement Parti de la mission, est un parti politique arménien.

## Résultats aux élections législatives
| Année | Voix                    | %                       | Sièges  | Gouvernement        |
| ----- | ----------------------- | ----------------------- | ------- | ------------------- |
| 2017  | Alliance « Tsaroukian » | Alliance « Tsaroukian » | 0 / 105 | Extra-parlementaire |
| 2018  | Alliance « Mon pas »    | Alliance « Mon pas »    | 6 / 132 | Pachinian II (2021) |